# Winfried Osthorst
Winfried Osthorst ist ein deutscher Sozialwissenschaftler,  Diplom-Finanzwirt (FH) und Professor an der Hochschule Bremen.

## Ausbildung und Beruf
Osthorst studierte von 1985 bis 1988 Finanzwirt an der Fachhochschule Rinteln und erhielt dort sein Diplom. Von 1990 bis 1995 studierte er Sozialwissenschaften an der Universität Bremen, erneut auf Diplom. 1997 begann Osthorst als Wissenschaftlicher Mitarbeiter beim Institut Arbeit und Wirtschaft. Nach seiner Promotion 2003 arbeitete er als Wissenschaftlicher Mitarbeiter am artec der Universität Bremen. 2008 erfolgt seine Habilitation.
Seit dem 1. Juni 2008 hat Osthorst die Professur Governance in Mehrebenensystemen und Globaler Wandel inne. Osthorst lehrt in den Studiengängen Politikmanagement und Politik und Nachhaltigkeit.

## Schriften

### Bücher
- Winfried Osthorst: Abfall als Ware. Ed. Polis, Bremen 2002, ISBN 3-00-010103-9.
- Winfried Osthorst: The rise of a container region. Nomos, Baden-Baden 2010, ISBN 978-3-8329-5416-1.
- Winfried Osthorst: Zwischen Sollbruchstellen und kollektivem Lernprozeß. Univ., Forschungstransferstelle, Bremen 1998, ISBN 3-88722-415-9.
- Winfried Osthorst, Rolf Prigge: Die Grossstadt als Bürgerkommune : eine Fallstudie über die Entwicklung des zivilgesellschaftlichen Engagements und der kommunalen Demokratie in der Freien Hansestadt Bremen. Kellner, Bremen 2003, ISBN 3-927155-42-X.

### Artikel
- Winfried Osthorst, Hellmuth Lange: Zwischen Nachhaltigkeit und Regional Governance Northwest Germany. Planungsprozesse für Großprojekte als Gegenstand für integriertes Küstenzonenmanagement. In: Zeitschrift für angewandte Umweltforschung. Band 18. Analytica Verl.-Ges., 2007, S. 79–96.
- Winfried Osthorst: Potentiale für Nachhaltigkeit? Raumentwicklung zwischen Verwertungsdruck und ökologischen Steuerungszielen. In: Hellmuth Lange (Hrsg.): Nachhaltigkeit als radikaler Wandel. VS, Verl. für Sozialwiss., 2008, S. 287–313.